# Pedagoška akademija v Ljubljani
Pedagoška akademija v Ljubljani je bivša akademija, članica Univerze v Ljubljani.
Akademija je bila ustanovljena leta 1964 s preoblikovanjem dotedanje Višje pedagoške šole (ustanovljene 1947) in bila leta 1991 preimenovana v Pedagoško fakulteto v Ljubljani. Članica Univerze je že od leta 1975, visokošiolski program pa je začela izvajati po letu 1987, ko se je študij bibliotekarstva preselil na Filozofsko fakulteto.